# Niška Dobud
Niška Dobud, hrvaški vaterpolist, * 5. avgust 1985, Dubrovnik, SR Hrvaška, SFRJ.
Na poletnih olimpijskih igrah leta 2012 je v moški konkurenci nastopal za moško reprezentanco Hrvaške v vaterpolu. Visok je 200 cm in tehta 125 kg.
Leta 2015 je Dobud prejel štiriletni suspenz, ker se je poskušal izogniti preizkusu drog FINA. Njegov suspenz se je končal aprila 2019. Nato je podpisal pogodbo za igranje v italijanskem vaterpolskem klubu Pro Recco. Poleti istega leta je nameraval igrati tudi za malteški klub San Giljan.